# Al-Hàssan ibn Gannun
Al-Hàssan ibn al-Qàssim Gannun (àrab: الحسن بن القاسم كنون, al-Ḥassan b. al-Qāsum Gannūn) fou emir idríssida del Magrib. Era fill d'al-Qàssim Gannun i va succeir el seu germà Abu-l-Ayx Àhmad que va abdicar al seu favor el 955. Només dominava Arzila i al-Basra. Va llegir la khutba en nom del califa omeia de Còrdova.
El 958 el general fatimita Jàwhar as-Siqil·lí va anar al Magrib per combatre els omeies, els va derrotar i va imposar el reconeixement fatimita a tots els petits sobirans. Al-Hàssan fou dels que va reconèixer el califa fatimita (de fet sembla que ja no llegia la khutba en nom del califa omeia des del 952). El 972 el govern de Còrdova va enviar una expedició al Marroc per sotmetre els idríssides dirigida pels general Muhàmmad ibn Qàssim ibn Tumlús i l'almirall Ibn ar-Rumahis; van ocupar Tànger i després de diverses victòries van entrar a la capital idrissita Arzila; l'emir idrissita al-Hàssan va aconseguir reunir més forces amazigues i va sorprendre l'exèrcit cordovès a Mahran, on va fer una carnisseria (fins i tot el mateix general Ibn Tumlús hi va morir). Llavors el general Ghàlib as-Siqlabí va ser enviat al Marroc i l'octubre del 973 va desembarcar entre Tànger i Ceuta, entrant en combat amb els idríssides; l'exèrcit d'al-Hàssan es va desbandar i l'emir va fugir a una fortalesa propera a Kasr al-Kabir anomenada «Roca de l'Àliga», amb els seus homes més lleials. Allí va estar assetjat uns quants mesos fins que es va rendir (974) i fou enviat a Còrdova. Marroc va restar sota domini de Còrdova fins al 1012.
Després d'un temps d'estar a Còrdova amb els seus parents, on fou ben tractat, en fou finalment expulsat i es va refugiar a Egipte. El 985 va retornar, protegit per fatimites i zírides, i va recuperar efímerament el poder, però fou derrotat pel general omeia enviat per Còrdova i portat presoner a aquesta ciutat, tot i que no hi arribà perquè fou assassinat pel camí.